# Torneo Apertura 2025 Liga de Expansión
El Torneo Apertura 2025 es el undécimo torneo de la Liga de Expansión MX, una liga de fútbol fundada en el año 2020 como parte del "Proyecto de Estabilización", el cual tiene como objetivo rescatar a los equipos de la Liga de Ascenso de México con problemas financieros y evitar de esta forma la desaparición de la Segunda División en México.

## Cambios
- A petición de la Liga Premier el Club Deportivo Irapuato fue aceptado como nuevo miembro invitado de la Liga de Expansión MX.[4]
- Debido a la negativa de la Asamblea de Dueños para autorizar el cambio de nombre y sede del equipo, el Celaya Fútbol Club solicitó el congelamiento de su franquicia, por lo que no participará en la temporada 2025-26.[5]
- Derivado del rechazo de la Asamblea de Dueños para autorizar el traspaso de su certificado de afiliación al Club Jaiba Brava, el club Cimarrones de Sonora obtuvo el permiso para mantener el congelamiento de su franquicia por una temporada adicional, por lo que este equipo tampoco tomará parte de la temporada. El Club Jaiba Brava continuará en la Liga de Expansión como un equipo invitado.[6]
- Debido a los problemas de seguridad en la ciudad de Culiacán, el club Dorados de Sinaloa continuará disputando sus partidos como local en el Estadio Caliente de Tijuana, Baja California.[7]

## Sistema de competición
El torneo de la Liga de Expansión MX, está conformado en dos partes:
- Fase de calificación: Se integra por las 15 jornadas del torneo.
- Fase final: Se integra por los partidos de cuartos de final, semifinal y final, más conocida como liguilla.

### Fase de clasificación
En la fase de clasificación se observará el sistema de puntos. La ubicación en la tabla general está sujeta a lo siguiente:
- Por juego ganado se obtendrán tres puntos.
- Por juego empatado se obtendrá un punto.
- Por juego perdido no se otorgan puntos.

En esta fase participan los 15 clubes de la Liga de Expansión MX jugando en cada torneo todos contra todos durante las 15 jornadas respectivas, a un solo partido.
El orden de los clubes al final de la fase de calificación del torneo corresponderá a la suma de los puntos obtenidos por cada uno de ellos y se presentará en forma descendente. Si al finalizar las 15 jornadas del torneo, dos o más clubes estuviesen empatados en puntos, su posición en la tabla general será determinada atendiendo a los siguientes criterios de desempate:
1. Mejor diferencia entre los goles anotados y recibidos y goles.
2. Mayor número de goles anotados.
3. Marcadores particulares entre los clubes empatados.
4. Mayor número de goles anotados como visitante.
5. Mejor ubicado en la tabla general de cociente
6. Tabla Fair Play
7. Sorteo.

Para determinar los lugares que ocuparán los clubes que participen en la fase final del torneo se tomará como base la tabla general de clasificación.
Participan automáticamente por el título de Campeón de la Liga de Expansión MX, los ocho primeros clubes de la tabla general de clasificación al término de las 15 jornadas.

### Fase final
A partir de la temporada 2024-25 se eliminó la ronda eliminatoria previa a la fase final, por lo que los ocho equipos mejor ubicados en la tabla general se clasificarán directamente a la liguilla que comenzará por los cuartos de final.
Los ocho clubes calificados para cuartos de final serán reubicados de acuerdo con el lugar que ocupen en la tabla general al término de la jornada 15, con el puesto del número uno al club mejor clasificado, y así hasta el número 8. Los partidos a esta fase se desarrollarán a visita, en las siguientes etapas:
- Cuartos de final
- Semifinales
- Final

Los clubes vencedores en los partidos de cuartos de final y semifinal serán aquellos que en los dos juegos anoten el mayor número de goles. De existir empate en el número de goles anotados, la posición se definirá a favor del club con mayor cantidad de goles a favor cuando actúe como visitante. Aplicarán las mismas normativas para el orden de enfrentamientos la ronda de semifinales y final.
Si una vez aplicado el criterio anterior los clubes siguieran empatados, se observará la posición de los clubes en la tabla general de clasificación.
Los partidos correspondientes a las fases de visita recíproca se jugarán obligatoriamente los días miércoles y sábado, y jueves y domingo eligiendo, en su caso, exclusivamente en forma descendente, los cuatro clubes mejor clasificados en la tabla general al término de la jornada 15, el día y horario de su partido como local. Los siguientes cuatro clubes podrán elegir únicamente el horario.
El club vencedor de la final y por lo tanto Campeón, será aquel que en los dos partidos anote el mayor número de goles. Si al término del tiempo reglamentario el partido está empatado, se agregarán dos tiempos extras de 15 minutos cada uno. De persistir el empate en estos periodos, se procederá a lanzar tiros penales hasta que resulte un vencedor.
Los partidos de cuartos de final se jugarán de la siguiente manera:
En las semifinales participarán los cuatro clubes vencedores de cuartos de final, reubicándolos del uno al cuatro, de acuerdo a su mejor posición en la tabla General de clasificación al término de la jornada 15 del torneo correspondiente, enfrentándose:
Disputarán el título de Campeón del Torneo de Apertura 2025, los dos clubes vencedores de la fase semifinal correspondiente, reubicándolos del uno al dos, de acuerdo a su mejor posición en la tabla general de clasificación al término de la jornada 15 de cada Torneo.

## Información de los clubes

### Datos de los clubes
| Club             | Entrenador              | Ciudad                         | Estadio                      | Capacidad | Fundación       | Patrocinador   | Kit            |
| ---------------- | ----------------------- | ------------------------------ | ---------------------------- | --------- | --------------- | -------------- | -------------- |
| Atlante          | Miguel de Jesús Fuentes | Zacatepec, Morelos             | Agustín Coruco Díaz          | 24 313    | 1916 (109 años) | Caliente       | Joma           |
| Atlético La Paz  | Hugo Norberto Castillo  | La Paz, Baja California Sur    | Guaycura                     | 5 209     | 2022 (3 años)   | Baja Ferries   | Sporelli       |
| Atlético Morelia | Gilberto Adame          | Morelia, Michoacán             | Morelos                      | 34 795    | 1950 (75 años)  | Akron          | Keuka          |
| Cancún           | Miguel Bravo            | Cancún, Quintana Roo           | Olímpico Andrés Quintana Roo | 18 844    | 2020 (5 años)   | Cancún         | Adidas         |
| Correcaminos UAT | Héctor Hugo Eugui       | Ciudad Victoria, Tamaulipas    | Marte R. Gómez               | 10 520    | 1980 (45 años)  |                | JAG Sportswear |
| Dorados          | Cirilo Saucedo          | Tijuana, Baja California       | Caliente                     | 27 333    | 2003 (22 años)  | Coppel         | Charly         |
| Irapuato         | Daniel Alcántar         | Irapuato, Guanajuato           | Sergio León Chávez           | 25 000    | 1911 (114 años) | Healthy People | Keuka          |
| Leones Negros    | Alfonso Sosa            | Guadalajara, Jalisco           | Jalisco                      | 55 020    | 1970 (55 años)  | Electrolit     | Keuka          |
| Oaxaca           | Arturo Alvarado         | Oaxaca, Oaxaca                 | Tecnológico de Oaxaca        | 14 598    | 2012 (12 años)  | Baby Sky       | Romed          |
| Tampico Madero   | Marco Antonio Ruiz      | Tampico Madero, Tamaulipas     | Tamaulipas                   | 19 667    | 1982 (42 años)  | Nexum          | Keuka          |
| Tapatío          | Arturo Ortega           | Zapopan, Jalisco               | Akron                        | 49 850    | 1973 (52 años)  |                | Puma           |
| Tepatitlán       | Jair Real               | Tepatitlán de Morelos, Jalisco | Tepa Gómez                   | 12 500    | 1944 (81 años)  | Pacífica       | Joma           |
| Tlaxcala         | Marco Fabián Vázquez    | Tlaxcala, Tlaxcala             | Tlahuicole                   | 12 000    | 2014 (10 años)  | Tlaxcala       | UIN Sports     |
| Venados          | Vacante                 | Mérida, Yucatán                | Carlos Iturralde             | 15 087    | 1988 (37 años)  | Yucatán        | Joma           |
| Zacatecas        | Mario García            | Zacatecas, Zacatecas           | Carlos Vega Villalba         | 20 068    | 2014 (11 años)  | Fresnillo plc  | Spiro          |

Datos actualizados al 10 de julio de 2025.

### Cambios de entrenadores
| Equipo           | Entrenador (Jornadas)     | Fecha de vacante     | Tipo de salida            | Pos.         | Entrenador entrante    | Fecha de nombramiento |
| ---------------- | ------------------------- | -------------------- | ------------------------- | ------------ | ---------------------- | --------------------- |
| Cancún           | Luis Arce                 | 23 de abril de 2025  | Fin de contrato           | Pretemporada | Miguel Bravo           | 22 de mayo de 2025    |
| Dorados          | Sebastián Abreu           | 30 de abril de 2025  | Contratado por Tijuana    | Pretemporada | Cirilo Saucedo         | 1 de mayo de 2025     |
| Tlaxcala         | Luis Orozco               | 14 de mayo de 2025   | Despido                   | Pretemporada | Marco Fabián Vázquez   | 16 de mayo de 2025    |
| Atlético La Paz  | Antonio López             | 31 de mayo de 2025   | Fin de interinato         | Pretemporada | Hugo Norberto Castillo | 31 de mayo de 2025    |
| Atlético Morelia | Nacho Castro              | 2 de junio de 2025   | Mutuo acuerdo             | Pretemporada | Gilberto Adame         | 9 de junio de 2025    |
| Irapuato         | Víctor Medina             | 24 de junio de 2025  | Contratado por Montañeses | Pretemporada | Daniel Alcántar        | 14 de julio de 2025   |
| Venados          | Rigoberto Esparza (1 - 3) | 18 de agosto de 2025 | Mutuo acuerdo             | 15.º         |                        |                       |

### Equipos por entidad federativa
| Estado              | N.º | Equipos                                    |
| ------------------- | --- | ------------------------------------------ |
| Jalisco             | 3   | U. de G., Tepatitlán F. C. y C. D. Tapatío |
| Tamaulipas          | 2   | Correcaminos UAT y Tampico Madero          |
| Baja California     | 1   | Dorados                                    |
| Baja California Sur | 1   | Atlético La Paz                            |
| Guanajuato          | 1   | Irapuato                                   |
| Michoacán           | 1   | Morelia                                    |
| Morelos             | 1   | Atlante                                    |
| Oaxaca              | 1   | Oaxaca                                     |
| Quintana Roo        | 1   | Cancún                                     |
| Tlaxcala            | 1   | Tlaxcala                                   |
| Yucatán             | 1   | Venados                                    |
| Zacatecas           | 1   | Mineros                                    |

### Estadios
|                                                                                             |                                                                                             |                                                                                                |
|                                                                                             |                                                                                             |                                                                                                |
| Estadio Jalisco Ciudad: Guadalajara Capacidad: 55.020 Club: Universidad de Guadalajara      | Estadio Akron Ciudad: Zapopan Capacidad:49.850 Club: Club Deportivo Tapatío                 | Estadio Morelos Ciudad: Morelia Capacidad: 34.795 Club: Atlético Morelia                       |
|                                                                                             |                                                                                             |                                                                                                |
| Estadio Caliente Ciudad: Tijuana Capacidad: 27.333 Club: Dorados de Sinaloa                 | Estadio Sergio León Chávez Ciudad: Irapuato Capacidad: 25.000 Club: Club Deportivo Irapuato | Estadio Agustín Coruco Díaz Ciudad: Zacatepec Capacidad: 24.313 Club: Atlante                  |
|                                                                                             |                                                                                             |                                                                                                |
| Estadio Carlos Vega Villalba Ciudad: Zacatecas Capacidad: 20.068 Club: Mineros de Zacatecas | Estadio Tamaulipas Ciudad: Tampico Madero Capacidad: 19.667 Club: Tampico Madero            | Estadio Olímpico Andrés Quintana Roo Ciudad: Cancún Capacidad: 18.844 Club: Cancún Fútbol Club |
|                                                                                             |                                                                                             |                                                                                                |
| Estadio Carlos Iturralde Rivero Ciudad: Mérida Capacidad: 15.087 Club: Venados              | Estadio Tecnológico de Oaxaca Ciudad: Oaxaca Capacidad:14.598 Club: Alebrijes de Oaxaca     | Estadio Tepa Gómez Ciudad: Tepatitlán Capacidad: 12.500 Club: Tepatitlán Fútbol Club           |
|                                                                                             |                                                                                             |                                                                                                |
| Estadio Tlahuicole Ciudad:Tlaxcala Capacidad: 12.000 Club: Tlaxcala Fútbol Club             | Estadio Marte R. Gómez Ciudad: Ciudad Victoria Capacidad: 10.520 Club: Correcaminos UAT     | Estadio Guaycura Ciudad: La Paz Capacidad: 5.209 Club: Atlético La Paz                         |

## Torneo regular
- El Calendario completo según la página oficial.
- Los horarios son correspondientes al Tiempo del Centro de México (UTC-6).[25]
- Calendario presentado el 10 de julio de 2025.[1]

| Jornada 1      | Jornada 1 | Jornada 1        | Jornada 1           | Jornada 1   | Jornada 1 | Jornada 1    | Jornada 1  | Jornada 1 |
| Local          | Resultado | Visitante        | Estadio             | Fecha       | Hora      | Espectadores | Amonestado | Expulsado |
| -------------- | --------- | ---------------- | ------------------- | ----------- | --------- | ------------ | ---------- | --------- |
| Irapuato       | 4 - 1     | Venados          | Sergio León Chávez  | 1 de agosto | 18:00     | 12 772       | 3          | 1         |
| Correcaminos   | 1 - 1     | Atlético Morelia | Marte R. Gómez      | 1 de agosto | 19:00     | 4 913        | 7          | 1         |
| Atlante        | 1 - 1     | Tepatitlán       | Agustín Coruco Díaz | 2 de agosto | 18:00     | 1 746        | 5          | 0         |
| Tampico Madero | 1 - 0     | Leones Negros    | Tamaulipas          | 2 de agosto | 19:00     | 7 010        | 4          | 1         |
| Dorados        | 0 - 1     | Cancún           | Caliente            | 2 de agosto | 21:00     | 164          | 3          | 0         |
| Tlaxcala       | 1 - 1     | Zacatecas        | Tlahuicole          | 3 de agosto | 12:00     | 2 207        | 7          | 0         |
| Tapatío        | 2 - 0     | Atlético La Paz  | Akron               | 3 de agosto | 17:00     | 1 120        | 7          | 0         |
| DESCANSO:      | DESCANSO: | DESCANSO:        | Oaxaca              | Oaxaca      | Oaxaca    | Oaxaca       | Oaxaca     | Oaxaca    |

| Jornada 2        | Jornada 2 | Jornada 2      | Jornada 2               | Jornada 2    | Jornada 2 | Jornada 2    | Jornada 2  | Jornada 2 |
| Local            | Resultado | Visitante      | Estadio                 | Fecha        | Hora      | Espectadores | Amonestado | Expulsado |
| ---------------- | --------- | -------------- | ----------------------- | ------------ | --------- | ------------ | ---------- | --------- |
| Venados          | 1 - 3     | Tapatío        | Carlos Iturralde Rivero | 8 de agosto  | 19:00     | 3 019        | 8          | 0         |
| Zacatecas        | 3 - 0     | Dorados        | Carlos Vega Villalba    | 8 de agosto  | 19:00     | 2 070        | 3          | 0         |
| Atlético La Paz  | 1 - 1     | Correcaminos   | Guaycura                | 8 de agosto  | 21:00     | 2 958        | 6          | 1         |
| Atlético Morelia | 3 - 1     | Oaxaca         | Morelos                 | 9 de agosto  | 16:00     | 6 011        | 5          | 0         |
| Tepatitlán       | 0 - 0     | Tampico Madero | Gregorio "Tepa" Gómez   | 9 de agosto  | 17:00     | 3 112        | 3          | 2         |
| Cancún           | 3 - 0     | Tlaxcala       | O. Andrés Quintana Roo  | 9 de agosto  | 19:00     | 3 047        | 6          | 0         |
| Leones Negros    | 4 - 2     | Irapuato       | Jalisco                 | 10 de agosto | 12:00     | 4 754        | 5          | 0         |
| DESCANSO:        | DESCANSO: | DESCANSO:      | Atlante                 | Atlante      | Atlante   | Atlante      | Atlante    | Atlante   |

| Jornada 3       | Jornada 3 | Jornada 3     | Jornada 3             | Jornada 3        | Jornada 3        | Jornada 3        | Jornada 3        | Jornada 3        |
| Local           | Resultado | Visitante     | Estadio               | Fecha            | Hora             | Espectadores     | Amonestado       | Expulsado        |
| --------------- | --------- | ------------- | --------------------- | ---------------- | ---------------- | ---------------- | ---------------- | ---------------- |
| Correcaminos    | 1 - 2     | Leones Negros | Marte R. Gómez        | 15 de agosto     | 19:00            | 7 571            | 6                | 0                |
| Oaxaca          | 0 - 1     | Cancún        | Tecnológico de Oaxaca | 15 de agosto     | 19:00            | 2 321            | 11               | 0                |
| Atlético La Paz | 1 - 2     | Zacatecas     | Guaycura              | 15 de agosto     | 21:00            | 2 683            | 10               | 0                |
| Irapuato        | 3 - 0     | Tlaxcala      | Sergio León Chávez    | 16 de agosto     | 18:00            | 8 950            | 8                | 0                |
| Tampico Madero  | 3 - 2     | Atlante       | Tamaulipas            | 16 de agosto     | 19:00            | 6 733            | 7                | 0                |
| Dorados         | 1 - 0     | Venados       | Caliente              | 16 de agosto     | 21:00            | 333              | 7                | 2                |
| Tapatío         | 1 - 3     | Tepatitlán    | Akron                 | 17 de agosto     | 17:00            | 998              | 7                | 0                |
| DESCANSO:       | DESCANSO: | DESCANSO:     | Atlético Morelia      | Atlético Morelia | Atlético Morelia | Atlético Morelia | Atlético Morelia | Atlético Morelia |

| Jornada 4     | Jornada 4 | Jornada 4        | Jornada 4               | Jornada 4      | Jornada 4      | Jornada 4      | Jornada 4      | Jornada 4      |
| Local         | Resultado | Visitante        | Estadio                 | Fecha          | Hora           | Espectadores   | Amonestado     | Expulsado      |
| ------------- | --------- | ---------------- | ----------------------- | -------------- | -------------- | -------------- | -------------- | -------------- |
| Tepatitlán    |           | Dorados          | Gregorio "Tepa" Gómez   | 22 de agosto   | 19:00          |                |                |                |
| Venados       |           | Atlético La Paz  | Carlos Iturralde Rivero | 22 de agosto   | 19:00          |                |                |                |
| Leones Negros |           | Tapatío          | Jalisco                 | 22 de agosto   | 20:00          |                |                |                |
| Atlante       |           | Irapuato         | Agustín Coruco Díaz     | 23 de agosto   | 18:00          |                |                |                |
| Zacatecas     |           | Oaxaca           | Carlos Vega Villalba    | 23 de agosto   | 19:00          |                |                |                |
| Cancún        |           | Atlético Morelia | O. Andrés Quintana Roo  | 23 de agosto   | 19:00          |                |                |                |
| Tlaxcala      |           | Correcaminos     | Tlahuicole              | 24 de agosto   | 12:00          |                |                |                |
| DESCANSO:     | DESCANSO: | DESCANSO:        | Tampico Madero          | Tampico Madero | Tampico Madero | Tampico Madero | Tampico Madero | Tampico Madero |

| Jornada 5        | Jornada 5 | Jornada 5      | Jornada 5             | Jornada 5    | Jornada 5 | Jornada 5    | Jornada 5  | Jornada 5 |
| Local            | Resultado | Visitante      | Estadio               | Fecha        | Hora      | Espectadores | Amonestado | Expulsado |
| ---------------- | --------- | -------------- | --------------------- | ------------ | --------- | ------------ | ---------- | --------- |
| Tapatío          |           | Atlante        | Akron                 | 29 de agosto | 17:00     |              |            |           |
| Correcaminos     |           | Tepatitlán     | Marte R. Gómez        | 29 de agosto | 19:00     |              |            |           |
| Atlético La Paz  |           | Dorados        | Guaycura              | 29 de agosto | 21:00     |              |            |           |
| Oaxaca           |           | Venados        | Tecnológico de Oaxaca | 30 de agosto | 17:00     |              |            |           |
| Irapuato         |           | Tampico Madero | Sergio León Chávez    | 30 de agosto | 18:00     |              |            |           |
| Atlético Morelia |           | Zacatecas      | Morelos               | 30 de agosto | 19:00     |              |            |           |
| Leones Negros    |           | Tlaxcala       | Jalisco               | 31 de agosto | 12:00     |              |            |           |
| DESCANSO:        | DESCANSO: | DESCANSO:      | Cancún                | Cancún       | Cancún    | Cancún       | Cancún     | Cancún    |

| Jornada 6      | Jornada 6 | Jornada 6        | Jornada 6               | Jornada 6       | Jornada 6       | Jornada 6       | Jornada 6       | Jornada 6       |
| Local          | Resultado | Visitante        | Estadio                 | Fecha           | Hora            | Espectadores    | Amonestado      | Expulsado       |
| -------------- | --------- | ---------------- | ----------------------- | --------------- | --------------- | --------------- | --------------- | --------------- |
| Venados        |           | Atlético Morelia | Carlos Iturralde Rivero | 4 de septiembre | 19:00           |                 |                 |                 |
| Zacatecas      |           | Cancún           | Carlos Vega Villalba    | 5 de septiembre | 19:00           |                 |                 |                 |
| Dorados        |           | Irapuato         | Caliente                | 5 de septiembre | 21:00           |                 |                 |                 |
| Tlaxcala       |           | Oaxaca           | Tlahuicole              | 6 de septiembre | 17:00           |                 |                 |                 |
| Atlante        |           | Correcaminos     | Agustín Coruco Díaz     | 6 de septiembre | 18:00           |                 |                 |                 |
| Tampico Madero |           | Tapatío          | Tamaulipas              | 6 de septiembre | 21:00           |                 |                 |                 |
| Tepatitlán     |           | Leones Negros    | Gregorio "Tepa" Gómez   | 7 de septiembre | 17:00           |                 |                 |                 |
| DESCANSO:      | DESCANSO: | DESCANSO:        | Atlético La Paz         | Atlético La Paz | Atlético La Paz | Atlético La Paz | Atlético La Paz | Atlético La Paz |

| Jornada 7        | Jornada 7 | Jornada 7       | Jornada 7              | Jornada 7        | Jornada 7 | Jornada 7    | Jornada 7  | Jornada 7 |
| Local            | Resultado | Visitante       | Estadio                | Fecha            | Hora      | Espectadores | Amonestado | Expulsado |
| ---------------- | --------- | --------------- | ---------------------- | ---------------- | --------- | ------------ | ---------- | --------- |
| Correcaminos     |           | Tampico Madero  | Marte R. Gómez         | 12 de septiembre | 19:00     |              |            |           |
| Leones Negros    |           | Atlético La Paz | Jalisco                | 12 de septiembre | 20:00     |              |            |           |
| Oaxaca           |           | Atlante         | Tecnológico de Oaxaca  | 13 de septiembre | 17:00     |              |            |           |
| Tlaxcala         |           | Tapatío         | Tlahuicole             | 13 de septiembre | 18:00     |              |            |           |
| Cancún           |           | Venados         | O. Andrés Quintana Roo | 13 de septiembre | 19:00     |              |            |           |
| Atlético Morelia |           | Dorados         | Morelos                | 13 de septiembre | 21:00     |              |            |           |
| Irapuato         |           | Tepatitlán      | Sergio León Chávez     | 14 de septiembre | 18:00     |              |            |           |
| DESCANSO:        | DESCANSO: | DESCANSO:       | Zacatecas              | Zacatecas        | Zacatecas | Zacatecas    | Zacatecas  | Zacatecas |

| Jornada 8       | Jornada 8 | Jornada 8        | Jornada 8               | Jornada 8        | Jornada 8 | Jornada 8    | Jornada 8  | Jornada 8 |
| Local           | Resultado | Visitante        | Estadio                 | Fecha            | Hora      | Espectadores | Amonestado | Expulsado |
| --------------- | --------- | ---------------- | ----------------------- | ---------------- | --------- | ------------ | ---------- | --------- |
| Tapatío         |           | Correcaminos     | Akron                   | 19 de septiembre | 17:00     |              |            |           |
| Tepatitlán      |           | Tlaxcala         | Gregorio "Tepa" Gómez   | 19 de septiembre | 19:00     |              |            |           |
| Atlético La Paz |           | Atlético Morelia | Guaycura                | 19 de septiembre | 21:00     |              |            |           |
| Atlante         |           | Leones Negros    | Agustín Coruco Díaz     | 20 de septiembre | 18:00     |              |            |           |
| Tampico Madero  |           | Cancún           | Tamaulipas              | 20 de septiembre | 19:00     |              |            |           |
| Venados         |           | Zacatecas        | Carlos Iturralde Rivero | 20 de septiembre | 19:00     |              |            |           |
| Dorados         |           | Oaxaca           | Caliente                | 20 de septiembre | 21:00     |              |            |           |
| DESCANSO:       | DESCANSO: | DESCANSO:        | Irapuato                | Irapuato         | Irapuato  | Irapuato     | Irapuato   | Irapuato  |

| Jornada 9        | Jornada 9 | Jornada 9       | Jornada 9              | Jornada 9        | Jornada 9     | Jornada 9     | Jornada 9     | Jornada 9     |
| Local            | Resultado | Visitante       | Estadio                | Fecha            | Hora          | Espectadores  | Amonestado    | Expulsado     |
| ---------------- | --------- | --------------- | ---------------------- | ---------------- | ------------- | ------------- | ------------- | ------------- |
| Correcaminos     |           | Venados         | Marte R. Gómez         | 26 de septiembre | 19:00         |               |               |               |
| Zacatecas        |           | Tepatitlán      | Carlos Vega Villalba   | 26 de septiembre | 19:00         |               |               |               |
| Atlético Morelia |           | Atlante         | Morelos                | 27 de septiembre | 19:00         |               |               |               |
| Cancún           |           | Tapatío         | O. Andrés Quintana Roo | 27 de septiembre | 19:00         |               |               |               |
| Dorados          |           | Tampico Madero  | Caliente               | 27 de septiembre | 21:00         |               |               |               |
| Tlaxcala         |           | Atlético La Paz | Tlahuicole             | 28 de septiembre | 12:00         |               |               |               |
| Oaxaca           |           | Irapuato        | Tecnológico de Oaxaca  | 28 de septiembre | 17:00         |               |               |               |
| DESCANSO:        | DESCANSO: | DESCANSO:       | Leones Negros          | Leones Negros    | Leones Negros | Leones Negros | Leones Negros | Leones Negros |

| Jornada 10      | Jornada 10 | Jornada 10       | Jornada 10            | Jornada 10   | Jornada 10 | Jornada 10   | Jornada 10 | Jornada 10 |
| Local           | Resultado  | Visitante        | Estadio               | Fecha        | Hora       | Espectadores | Amonestado | Expulsado  |
| --------------- | ---------- | ---------------- | --------------------- | ------------ | ---------- | ------------ | ---------- | ---------- |
| Tapatío         |            | Oaxaca           | Akron                 | 3 de octubre | 17:00      |              |            |            |
| Tepatitlán      |            | Atlético Morelia | Gregorio "Tepa" Gómez | 3 de octubre | 19:00      |              |            |            |
| Irapuato        |            | Correcaminos     | Sergio León Chávez    | 3 de octubre | 19:00      |              |            |            |
| Atlético La Paz |            | Cancún           | Guaycura              | 3 de octubre | 21:00      |              |            |            |
| Atlante         |            | Tlaxcala         | Agustín Coruco Díaz   | 4 de octubre | 18:00      |              |            |            |
| Tampico Madero  |            | Zacatecas        | Tamaulipas            | 4 de octubre | 19:00      |              |            |            |
| Leones Negros   |            | Dorados          | Jalisco               | 4 de octubre | 19:00      |              |            |            |
| DESCANSO:       | DESCANSO:  | DESCANSO:        | Venados               | Venados      | Venados    | Venados      | Venados    | Venados    |

| Jornada 11       | Jornada 11 | Jornada 11      | Jornada 11              | Jornada 11    | Jornada 11   | Jornada 11   | Jornada 11   | Jornada 11   |
| Local            | Resultado  | Visitante       | Estadio                 | Fecha         | Hora         | Espectadores | Amonestado   | Expulsado    |
| ---------------- | ---------- | --------------- | ----------------------- | ------------- | ------------ | ------------ | ------------ | ------------ |
| Oaxaca           |            | Atlético La Paz | Tecnológico de Oaxaca   | 10 de octubre | 19:00        |              |              |              |
| Cancún           |            | Irapuato        | O. Andrés Quintana Roo  | 10 de octubre | 19:00        |              |              |              |
| Venados          |            | Tepatitlán      | Carlos Iturralde Rivero | 10 de octubre | 20:00        |              |              |              |
| Tlaxcala         |            | Tampico Madero  | Tlahuicole              | 11 de octubre | 18:00        |              |              |              |
| Zacatecas        |            | Leones Negros   | Carlos Vega Villalba    | 11 de octubre | 19:00        |              |              |              |
| Atlético Morelia |            | Tapatío         | Morelos                 | 11 de octubre | 19:00        |              |              |              |
| Dorados          |            | Atlante         | Caliente                | 11 de octubre | 21:00        |              |              |              |
| DESCANSO:        | DESCANSO:  | DESCANSO:       | Correcaminos            | Correcaminos  | Correcaminos | Correcaminos | Correcaminos | Correcaminos |

| Jornada 12     | Jornada 12 | Jornada 12       | Jornada 12            | Jornada 12    | Jornada 12 | Jornada 12   | Jornada 12 | Jornada 12 |
| Local          | Resultado  | Visitante        | Estadio               | Fecha         | Hora       | Espectadores | Amonestado | Expulsado  |
| -------------- | ---------- | ---------------- | --------------------- | ------------- | ---------- | ------------ | ---------- | ---------- |
| Correcaminos   |            | Dorados          | Marte R. Gómez        | 17 de octubre | 19:00      |              |            |            |
| Tepatitlán     |            | Cancún           | Gregorio "Tepa" Gómez | 17 de octubre | 19:00      |              |            |            |
| Leones Negros  |            | Oaxaca           | Jalisco               | 17 de octubre | 20:00      |              |            |            |
| Irapuato       |            | Atlético Morelia | Sergio León Chávez    | 18 de octubre | 18:00      |              |            |            |
| Atlante        |            | Venados          | Agustín Coruco Díaz   | 18 de octubre | 18:00      |              |            |            |
| Tampico Madero |            | Atlético La Paz  | Tamaulipas            | 18 de octubre | 19:00      |              |            |            |
| Tapatío        |            | Zacatecas        | Akron                 | 19 de octubre | 17:00      |              |            |            |
| DESCANSO:      | DESCANSO:  | DESCANSO:        | Tlaxcala              | Tlaxcala      | Tlaxcala   | Tlaxcala     | Tlaxcala   | Tlaxcala   |

| Jornada 13       | Jornada 13 | Jornada 13     | Jornada 13              | Jornada 13    | Jornada 13 | Jornada 13   | Jornada 13 | Jornada 13 |
| Local            | Resultado  | Visitante      | Estadio                 | Fecha         | Hora       | Espectadores | Amonestado | Expulsado  |
| ---------------- | ---------- | -------------- | ----------------------- | ------------- | ---------- | ------------ | ---------- | ---------- |
| Venados          |            | Tampico Madero | Carlos Iturralde Rivero | 23 de octubre | 19:00      |              |            |            |
| Oaxaca           |            | Tepatitlán     | Tecnológico de Oaxaca   | 24 de octubre | 19:00      |              |            |            |
| Atlético La Paz  |            | Irapuato       | Guaycura                | 24 de octubre | 21:00      |              |            |            |
| Zacatecas        |            | Atlante        | Carlos Vega Villalba    | 25 de octubre | 19:00      |              |            |            |
| Cancún           |            | Correcaminos   | O. Andrés Quintana Roo  | 25 de octubre | 19:00      |              |            |            |
| Dorados          |            | Tlaxcala       | Caliente                | 25 de octubre | 21:00      |              |            |            |
| Atlético Morelia |            | Leones Negros  | Morelos                 | 26 de octubre | 17:00      |              |            |            |
| DESCANSO:        | DESCANSO:  | DESCANSO:      | Tapatío                 | Tapatío       | Tapatío    | Tapatío      | Tapatío    | Tapatío    |

| Jornada 14     | Jornada 14 | Jornada 14       | Jornada 14            | Jornada 14     | Jornada 14 | Jornada 14   | Jornada 14 | Jornada 14 |
| Local          | Resultado  | Visitante        | Estadio               | Fecha          | Hora       | Espectadores | Amonestado | Expulsado  |
| -------------- | ---------- | ---------------- | --------------------- | -------------- | ---------- | ------------ | ---------- | ---------- |
| Correcaminos   |            | Zacatecas        | Marte R. Gómez        | 31 de octubre  | 19:00      |              |            |            |
| Irapuato       |            | Tapatío          | Sergio León Chávez    | 31 de octubre  | 19:00      |              |            |            |
| Tepatitlán     |            | Atlético La Paz  | Gregorio "Tepa" Gómez | 1 de noviembre | 17:00      |              |            |            |
| Tlaxcala       |            | Atlético Morelia | Tlahuicole            | 1 de noviembre | 19:00      |              |            |            |
| Tampico Madero |            | Oaxaca           | Tamaulipas            | 1 de noviembre | 19:00      |              |            |            |
| Leones Negros  |            | Venados          | Jalisco               | 2 de noviembre | 12:00      |              |            |            |
| Atlante        |            | Cancún           | Agustín Coruco Díaz   | 2 de noviembre | 18:00      |              |            |            |
| DESCANSO:      | DESCANSO:  | DESCANSO:        | Dorados               | Dorados        | Dorados    | Dorados      | Dorados    | Dorados    |

| Jornada 15       | Jornada 15 | Jornada 15     | Jornada 15              | Jornada 15     | Jornada 15 | Jornada 15   | Jornada 15 | Jornada 15 |
| Local            | Resultado  | Visitante      | Estadio                 | Fecha          | Hora       | Espectadores | Amonestado | Expulsado  |
| ---------------- | ---------- | -------------- | ----------------------- | -------------- | ---------- | ------------ | ---------- | ---------- |
| Zacatecas        |            | Irapuato       | Carlos Vega Villalba    | 7 de noviembre | 19:00      |              |            |            |
| Oaxaca           |            | Correcaminos   | Tecnológico de Oaxaca   | 7 de noviembre | 19:00      |              |            |            |
| Atlético La Paz  |            | Atlante        | Guaycura                | 7 de noviembre | 21:00      |              |            |            |
| Cancún           |            | Leones Negros  | O. Andrés Quintana Roo  | 8 de noviembre | 19:00      |              |            |            |
| Atlético Morelia |            | Tampico Madero | Morelos                 | 8 de noviembre | 21:00      |              |            |            |
| Tapatío          |            | Dorados        | Akron                   | 9 de noviembre | 17:00      |              |            |            |
| Venados          |            | Tlaxcala       | Carlos Iturralde Rivero | 9 de noviembre | 19:00      |              |            |            |
| DESCANSO:        | DESCANSO:  | DESCANSO:      | Tepatitlán              | Tepatitlán     | Tepatitlán | Tepatitlán   | Tepatitlán | Tepatitlán |

## Tabla general
| Pos. | Equipo           | Pts. | PJ | G | E | P | GF | GC | Dif. | Clasificación                   |
| ---- | ---------------- | ---- | -- | - | - | - | -- | -- | ---- | ------------------------------- |
| 1    | Cancún           | 9    | 3  | 3 | 0 | 0 | 5  | 0  | +5   | Cuartos de final de la liguilla |
| 2    | Zacatecas        | 7    | 3  | 2 | 1 | 0 | 6  | 2  | +4   | Cuartos de final de la liguilla |
| 3    | Tampico Madero   | 7    | 3  | 2 | 1 | 0 | 4  | 2  | +2   | Cuartos de final de la liguilla |
| 4    | Irapuato         | 6    | 3  | 2 | 0 | 1 | 9  | 5  | +4   | Cuartos de final de la liguilla |
| 5    | Tapatío          | 6    | 3  | 2 | 0 | 1 | 6  | 4  | +2   | Cuartos de final de la liguilla |
| 6    | Leones Negros    | 6    | 3  | 2 | 0 | 1 | 6  | 4  | +2   | Cuartos de final de la liguilla |
| 7    | Tepatitlán       | 5    | 3  | 1 | 2 | 0 | 4  | 2  | +2   | Cuartos de final de la liguilla |
| 8    | Atlético Morelia | 4    | 2  | 1 | 1 | 0 | 4  | 2  | +2   | Cuartos de final de la liguilla |
| 9    | Dorados          | 3    | 3  | 1 | 0 | 2 | 1  | 4  | −3   |                                 |
| 10   | Correcaminos     | 2    | 3  | 0 | 2 | 1 | 3  | 4  | −1   |                                 |
| 11   | Atlante          | 1    | 2  | 0 | 1 | 1 | 3  | 4  | −1   |                                 |
| 12   | Atlético La Paz  | 1    | 3  | 0 | 1 | 2 | 2  | 5  | −3   |                                 |
| 13   | Tlaxcala         | 1    | 3  | 0 | 1 | 2 | 1  | 7  | −6   |                                 |
| 14   | Oaxaca           | 1    | 2  | 0 | 1 | 1 | 1  | 4  | −3   |                                 |
| 15   | Venados          | 0    | 3  | 0 | 0 | 3 | 2  | 8  | −6   |                                 |

Actualizado a los partidos jugados el 17 de agosto de 2025.
 Fuente: Liga Expansión MX
Criterios de clasificación: Puntos · Diferencia de goles · Goles a favor · Goles como visitante · Tabla de cocientes · Fair play ·  Play-off

### Evolución de la clasificación
Fecha de actualización: 17 de agosto de 2025
| Equipo / Jornada | 01 | 02 | 03 | 04 | 05 | 06 | 07 | 08 | 09 | 10 | 11 | 12 | 13 | 14 | 15 |
| ---------------- | -- | -- | -- | -- | -- | -- | -- | -- | -- | -- | -- | -- | -- | -- | -- |
| Cancún           | 3  | 2  | 1  |    |    |    |    |    |    |    |    |    |    |    |    |
| Zacatecas        | 5  | 3  | 2  |    |    |    |    |    |    |    |    |    |    |    |    |
| Tampico Madero   | 4  | 5  | 3  |    |    |    |    |    |    |    |    |    |    |    |    |
| Irapuato         | 1  | 6  | 4  |    |    |    |    |    |    |    |    |    |    |    |    |
| Tapatío          | 2  | 1  | 5  |    |    |    |    |    |    |    |    |    |    |    |    |
| Leones Negros    | 12 | 7  | 6  |    |    |    |    |    |    |    |    |    |    |    |    |
| Tepatitlán       | 6  | 9  | 7  |    |    |    |    |    |    |    |    |    |    |    |    |
| Atlético Morelia | 7  | 4  | 8  |    |    |    |    |    |    |    |    |    |    |    |    |
| Dorados          | 13 | 14 | 9  |    |    |    |    |    |    |    |    |    |    |    |    |
| Correcaminos     | 8  | 8  | 10 |    |    |    |    |    |    |    |    |    |    |    |    |
| Atlante          | 10 | 10 | 11 |    |    |    |    |    |    |    |    |    |    |    |    |
| Atlético La Paz  | 14 | 11 | 12 |    |    |    |    |    |    |    |    |    |    |    |    |
| Tlaxcala         | 9  | 12 | 13 |    |    |    |    |    |    |    |    |    |    |    |    |
| Oaxaca           | 11 | 13 | 14 |    |    |    |    |    |    |    |    |    |    |    |    |
| Venados          | 15 | 15 | 15 |    |    |    |    |    |    |    |    |    |    |    |    |

- #: Indica la posición del equipo en su jornada de descanso.
- * Indica la posición del equipo con un partido pendiente.
- + Indica la posición del equipo con un partido adelantado.

## Tabla de cocientes
- Fecha de actualización: 17 de agosto de 2025[26][27]

| Pos. | Equipo           | A23              | C24              | A24              | C25              | A25 | Puntos | A23J             | C24J             | A24J             | C25J             | A25J | Juegos | DG  | Cociente |
| ---- | ---------------- | ---------------- | ---------------- | ---------------- | ---------------- | --- | ------ | ---------------- | ---------------- | ---------------- | ---------------- | ---- | ------ | --- | -------- |
| 1    | Leones Negros    | 27               | 29               | 28               | 29               | 6   | 119    | 14               | 14               | 14               | 14               | 3    | 59     | 49  | 2.0169   |
| 2    | Irapuato         | Liga Premier FMF | Liga Premier FMF | Liga Premier FMF | Liga Premier FMF | 6   | 6      | Liga Premier FMF | Liga Premier FMF | Liga Premier FMF | Liga Premier FMF | 3    | 3      | 4   | 2.0000   |
| 3    | Atlante          | 25               | 25               | 29               | 28               | 1   | 108    | 14               | 14               | 14               | 14               | 2    | 58     | 56  | 1.8621   |
| 4    | Venados          | 21               | 32               | 22               | 22               | 0   | 97     | 14               | 14               | 14               | 14               | 3    | 59     | 23  | 1.6441   |
| 5    | Zacatecas        | 24               | 19               | 20               | 26               | 7   | 96     | 14               | 14               | 14               | 14               | 3    | 59     | 29  | 1.6271   |
| 6    | Cancún           | 28               | 22               | 18               | 19               | 9   | 96     | 14               | 14               | 14               | 14               | 3    | 59     | 20  | 1.6271   |
| 7    | Tampico Madero   | Liga Premier FMF | Liga Premier FMF | 18               | 24               | 7   | 49     | Liga Premier FMF | Liga Premier FMF | 14               | 14               | 3    | 31     | 2   | 1.5806   |
| 8    | Tapatío          | 14               | 22               | 29               | 19               | 6   | 90     | 14               | 14               | 14               | 14               | 3    | 59     | 27  | 1.5254   |
| 9    | Tepatitlán       | 23               | 8                | 18               | 19               | 5   | 73     | 14               | 14               | 14               | 14               | 3    | 59     | -4  | 1.2373   |
| 10   | Atlético Morelia | 21               | 10               | 16               | 20               | 4   | 71     | 14               | 14               | 14               | 14               | 2    | 58     | -14 | 1.2241   |
| 11   | Correcaminos     | 20               | 16               | 9                | 18               | 2   | 65     | 14               | 14               | 14               | 14               | 3    | 59     | -25 | 1.1017   |
| 12   | Atlético La Paz  | 20               | 22               | 12               | 10               | 1   | 65     | 14               | 14               | 14               | 14               | 3    | 59     | -44 | 1.1017   |
| 13   | Dorados          | 12               | 11               | 18               | 12               | 3   | 56     | 14               | 14               | 14               | 14               | 3    | 59     | -41 | 0.9492   |
| 14   | Tlaxcala         | 6                | 13               | 14               | 13               | 1   | 47     | 14               | 14               | 14               | 14               | 3    | 59     | -49 | 0.7966   |
| 15   | Oaxaca           | 13               | 19               | 9                | 5                | 0   | 46     | 14               | 14               | 14               | 14               | 2    | 58     | -65 | 0.7931   |

## Estadísticas

### Clasificación juego limpio
- Datos según la página oficial.
- Fecha de actualización: 17 de agosto de 2025

| Lugar                                | Club                                 |          |          |          | Puntos   |
| ------------------------------------ | ------------------------------------ | -------- | -------- | -------- | -------- |
| 1                                    | Atlético Morelia                     | 3        | 0        | 0        | 3        |
| 2                                    | Irapuato                             | 7        | 0        | 0        | 7        |
| 3                                    | Tapatío                              | 8        | 0        | 0        | 8        |
| 4                                    | Leones Negros                        | 8        | 0        | 0        | 8        |
| 5                                    | Atlante                              | 5        | 0        | 1        | 8        |
| 6                                    | Cancún                               | 10       | 0        | 0        | 10       |
| 7                                    | Dorados                              | 8        | 0        | 1        | 11       |
| 8                                    | Zacatecas                            | 12       | 0        | 0        | 12       |
| 9                                    | Oaxaca                               | 9        | 0        | 1        | 12       |
| 10                                   | Tepatitlán                           | 11       | 0        | 1        | 14       |
| 11                                   | Tampico Madero                       | 6        | 0        | 3        | 15       |
| 12                                   | Correcaminos                         | 12       | 0        | 1        | 15       |
| 13                                   | Atlético La Paz                      | 12       | 0        | 1        | 15       |
| 14                                   | Tlaxcala                             | 12       | 0        | 1        | 15       |
| 15                                   | Venados                              | 10       | 0        | 2        | 16       |
| Primera Tarjeta Amarilla             | Primera Tarjeta Amarilla             | 1 punto  | 1 punto  | 1 punto  | 1 punto  |
| Segunda Tarjeta Amarilla y Expulsión | Segunda Tarjeta Amarilla y Expulsión | 3 puntos | 3 puntos | 3 puntos | 3 puntos |
| Tarjeta Roja Directa                 | Tarjeta Roja Directa                 | 3 puntos | 3 puntos | 3 puntos | 3 puntos |

### Máximos goleadores
Lista con los máximos goleadores del torneo.
- Datos según la página oficial.

Fecha de actualización: 17 de agosto de 2025
| Posición | Jugador            | Club          | Goles | Min. | Frec.      |
| -------- | ------------------ | ------------- | ----- | ---- | ---------- |
| 1.º      | Vladimir Moragrega | Tapatío       | 3     | 256  | 85.33 min. |
| 1.º      | Alejandro Bravo    | Leones Negros | 3     | 211  | 70.33 min. |
| 3.º      | José Rodríguez     | Cancún        | 2     | 235  | 117.5 min. |
| 4.º      | Mauro Pérez        | Zacatecas     | 2     | 149  | 74.5 min.  |
| 5.º      | Pablo Padilla      | Zacatecas     | 2     | 155  | 77.5 min.  |
| 6.º      | Juan Gamboa        | Irapuato      | 2     | 146  | 73 min.    |
| 7.º      | Benjamín Sánchez   | Irapuato      | 2     | 195  | 97.5 min.  |
| 8.º      | Sergio Aguayo      | Tapatío       | 2     | 150  | 75 min.    |
| 9.º      | Denilson Muñoz     | Leones Negros | 2     | 154  | 77 min.    |

### Máximos asistentes
- Datos según 365Scores.

Fecha de actualización: 17 de agosto de 2025
| Pos. | Jugador          | Club             | Asistencias | Part. | Prom. |
| ---- | ---------------- | ---------------- | ----------- | ----- | ----- |
| 1º   | Brayan Trejo     | Cancún           | 2           | 3     | 1.5   |
| 1º   | Ricardo Peña     | Irapuato         | 2           | 3     | 1.5   |
| 1º   | Benjamín Sánchez | Tapatío          | 2           | 3     | 1.5   |
| 1º   | Brian Figueroa   | Atlético Morelia | 2           | 2     | 1     |
| 2º   | Áxel Grijalva    | Venados          | 1           | 2     | 2     |
| 2º   | Alan Godínez     | Tlaxcala         | 1           | 2     | 2     |
| 2º   | Francisco Reyes  | Atlante          | 1           | 2     | 2     |
| 2º   | Walter Ortega    | Atlético Morelia | 1           | 2     | 2     |

### Asistencia
Lista con la asistencia de los partidos y equipos Liga BBVA Expansión MX.
Datos actualizados a 17 de agosto de 2025

#### Por equipo
En los promedios solamente se computan los partidos que contaron con asistencia de público. El porcentaje de ocupación media está calculado con base en la capacidad total del estadio.
| Pos                | Equipo             | Total  | Media  | Más alta | Más baja | % de Ocupación |
| ------------------ | ------------------ | ------ | ------ | -------- | -------- | -------------- |
| 1                  | Irapuato           | 21,722 | 10,861 | 12,772   | 8,950    | 43.45%         |
| 2                  | Tampico Madero     | 13,743 | 6,872  | 7,010    | 6,733    | 34.94%         |
| 3                  | Correcaminos       | 12,484 | 6,242  | 7,571    | 4,913    | 59.33%         |
| 4                  | Atlético Morelia   | 6,011  | 6,011  | 6,011    | 6,011    | 17.18%         |
| 5                  | Leones Negros      | 4,754  | 4,754  | 4,754    | 4,754    | 8.64%          |
| 6                  | Tepatitlán         | 3,112  | 3,112  | 3,112    | 3,112    | 38.49%         |
| 7                  | Cancún             | 3,047  | 3,047  | 3,047    | 3,047    | 16.17%         |
| 8                  | Venados            | 3,019  | 3,019  | 3,019    | 3,019    | 20.01%         |
| 9                  | Atlético La Paz    | 5,641  | 2,821  | 2,958    | 2,683    | 51.34%         |
| 10                 | Oaxaca             | 2,321  | 2,321  | 2,321    | 2,321    | 15.90%         |
| 11                 | Tlaxcala           | 2,207  | 2,207  | 2,207    | 2,207    | 19.82%         |
| 12                 | Zacatecas          | 2,070  | 2,070  | 2,070    | 2,070    | 10.31%         |
| 13                 | Atlante            | 1,746  | 1,746  | 1,746    | 1,746    | 7.18%          |
| 14                 | Tapatío            | 2,118  | 1,059  | 1,120    | 998      | 2.29%          |
| 15                 | Dorados            | 497    | 249    | 333      | 164      | 0.85%          |
| Totales del Torneo | Totales del Torneo | 84,491 | 4,023  | 12,772   | 164      | 17.81%         |

#### Por jornada
El listado excluye los partidos que fueron disputados a puerta cerrada.
| 1     | 29,932 | 4,276 | 17.99% | Irapuato vs Venados (12,772)       | Dorados vs Cancún (164)      |
| 2     | 24,971 | 3,567 | 15.85% | Atlético Morelia vs Oaxaca (6,011) | Zacatecas vs Dorados (2,070) |
| 3     | 29,589 | 4,227 | 19.59% | Irapuato vs Tlaxcala (8,950)       | Dorados vs Venados (333)     |
| 4     |        |       |        |                                    |                              |
| 5     |        |       |        |                                    |                              |
| 6     |        |       |        |                                    |                              |
| 7     |        |       |        |                                    |                              |
| 8     |        |       |        |                                    |                              |
| 9     |        |       |        |                                    |                              |
| 10    |        |       |        |                                    |                              |
| 11    |        |       |        |                                    |                              |
| 12    |        |       |        |                                    |                              |
| 13    |        |       |        |                                    |                              |
| 14    |        |       |        |                                    |                              |
| 15    |        |       |        |                                    |                              |
| Total | 84,492 | 4,023 | 17.81% | Irapuato vs Venados (12,772)       | Dorados vs Cancún (164)      |